# تپه آتش انبار ۲
تپه آتش انبار ۲ مربوط به دوران‌های تاریخی پس از اسلام است و در شهرستان تاکستان، روستای آتش انبار واقع شده و این اثر در تاریخ ۲۵ اسفند ۱۳۷۹ با شمارهٔ ثبت ۳۱۶۷ به‌عنوان یکی از آثار ملی ایران به ثبت رسیده‌است.